# Damien Lorton
Damien Lorton, né le 26 octobre 1975, est un écrivain français, également connu sous le pseudonyme de Teodor Limann. 

## Biographie
Damien Lorton est diplômé de l'École Polytechnique (promotion X1995) et de l’École nationale des ponts et chaussées. Après ses études, il commence une carrière dans le conseil et la finance d’entreprise, avant de quitter son emploi en 2007 et de se consacrer à l’écriture. Repéré par Philippe Pignarre, il publie tout d’abord sous pseudonyme (Teodor Limann) un essai sur le travail en entreprise, « Morts de peur, la vie de bureau »,,,, puis un deuxième essai en 2009 sur le système de sélection des élites à la française, « Classé X, petits secrets des classes prépa »,,,. Avec son troisième ouvrage, « Le père est une mère comme les autres », il explore la question de la paternité et des normes de genre,. Il est également l’auteur d’un roman, « L’incident », consacré aux dérives du système des maisons de retraite privées, qui « avec le recul apparaît prémonitoire ».
Son œuvre s’attache notamment au décryptage du monde du travail. Ses essais sont publiés dans la collection des Empêcheurs de penser en rond.

## Publications
- Morts de peur, la vie de bureau, Editions du Seuil, coll. Les empêcheurs de penser en rond, 2007, 96 p.  (ISBN 978-2846711715)
- Classé X, petits secrets des classes prépa, Editions la Découverte, coll. Les empêcheurs de penser en rond, 2009, 140 p.  (ISBN 978-2707157348)
- Le père est une mère comme les autres, Editions la Découverte, coll. Les empêcheurs de penser en rond, 2010, 196 p.  (ISBN 978-2359250206)
- L’incident, Editions Mutine, 2018, 228 p.  (ISBN 978-2911573910)